# Planetarian: Chiisana Hoshi no Yume
Planetarian: Chiisana Hoshi no Yume (planetarian ～ちいさなほしのゆめ～ lit. Planetarian ~El sueño de una pequeña estrella~?) es una novela visual japonesa producida por Key cuyos trabajos anteriores fueron Kanon y AIR. "Planetarian" fue lanzada por primera vez a través de internet el 29 de noviembre de 2004, clasificada para todas las edades. Más tarde fue lanzada la versión de CD-ROM que incluía las voces del personaje femenino, Yumemi. La versión para PlayStation 2 y para teléfonos móviles fue publicada por Prototype y lanzada en 2006.
Key define "Planetarian" como una "kinetic novel", es decir, el juego no ofrece opciones o finales alternativos. En consecuencia, sólo el jugador debe avanzar y leer la historia.
La historia se centra en un hombre de mediana edad que encuentra un robot en una ciudad fantasma. El hombre, conocido solo por "The Junker", se queda con la ginoide que se presenta como Yumemi Hoshinho (Reverie Planetarian, en la traducción), para poder arreglar el proyector del planetario, que es el escenario de la historia.

## Jugabilidad
A diferencia de la novela visual tradicional, Planetarian no ofrece opciones al jugador, y sólo existe un final posible, por lo que Key se refiere a ella como una "kinetic novel" o "novela cinética".
El jugador lo único que puede elegir es cuándo avanzar a la siguiente escena de diálogo o poner el juego en "auto play". En este sentido no se "juega" como un videojuego normal, mas si se acompaña la historia con música e imágenes, como también de otras opciones: esconder el texto, retroceder a escenas anteriores y salvar la partida en cualquier momento.

## Argumento

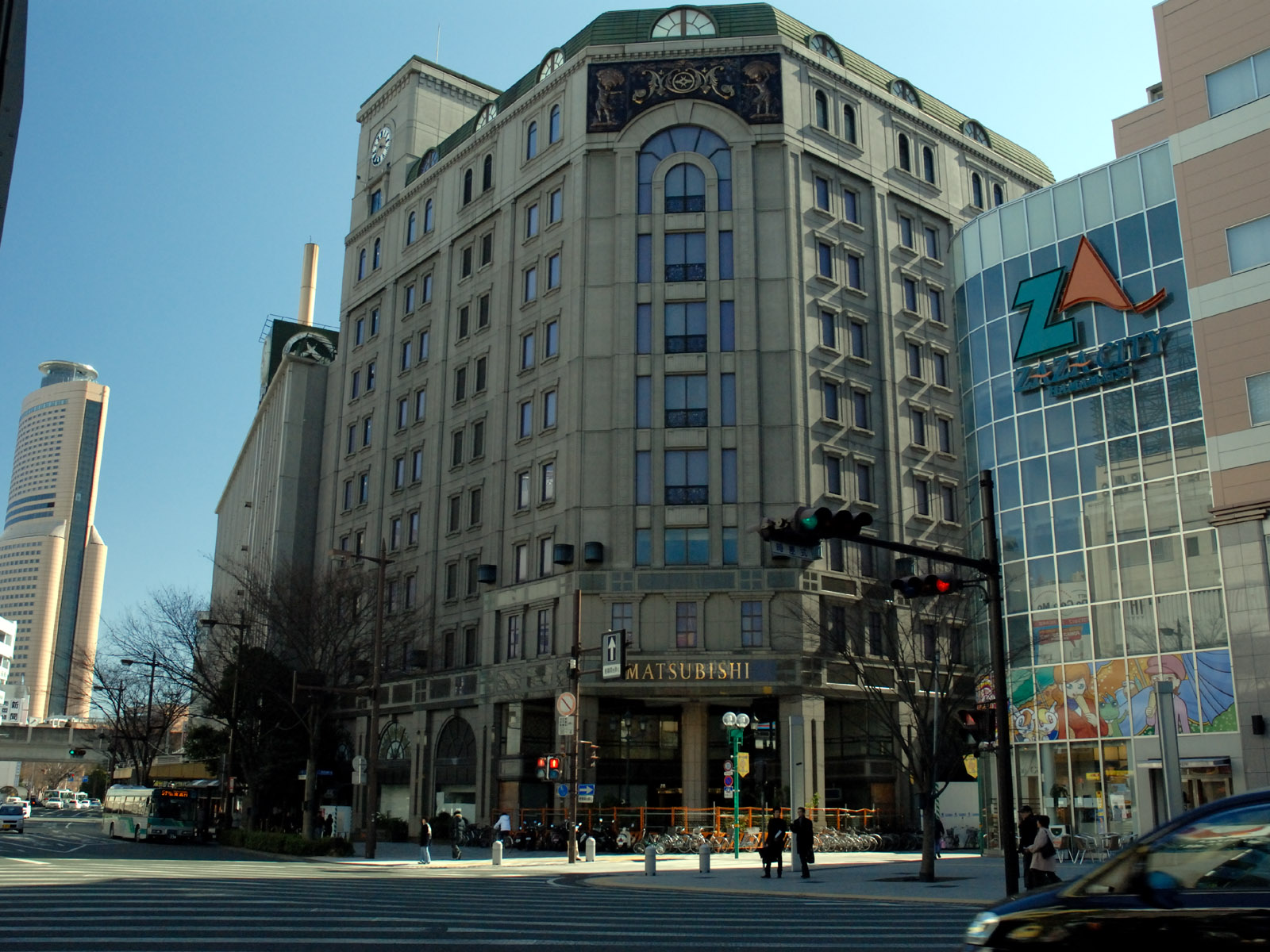
Tienda por departamentos Matsubishi en Hamamatsu, Japón

El escenario del juego es un mundo post-apocalíptico, donde debido al agotamiento de los recursos naturales, la sobrepoblación y al fracaso del proyecto de exploración espacial, la humanidad fue poco a poco erradicada por una guerra biológica y nuclear, que ocasionó una eventual precipitación de lluvia ácida y mantuvo al mundo en total oscuridad. Además de una masacre que duró 30 años, después de la guerra, en un mundo distópico de máquinas de guerra programadas para matar a todos los que infringen su territorio. Los seres humanos que aún sobreviven, son llamados "Junkers" y el protagonista es uno de ellos.
El lugar donde se dan los hechos es la tienda por departamentos Flowercrest que es basada en una tienda por departamentos real llamada Matsubishi en Hamamatsu, Japón, aunque el planetario en el techo es ficticio.[cita requerida] Allí es donde el protagonista conoce por primera vez a Yumemi (Reverie) y al proyector del planetario llamado "Miss Jena". Cuando el protagonista llega, el planetario se encuentra iluminado ya que solo cuenta con energía eléctrica una sola vez al año, durante 168 horas. El resto de los pisos de la tienda por departamentos se encuentran en ruinas.

## Personajes
- The Junker (屑屋 Kuzuya?)

 Seiyū: Daisuke Ono
El protagonista. Es un soldado anónimo de mediana edad que subsiste de la chatarra. Llega a una ciudad en ruinas para buscar objetos de gran valor, pero lo que encuentra es un planetario abandonado sobre la azotea de un edificio, que a primera vista le pareció que era una instalación militar. Allí conoce a Yumemi Hoshino, una ginoide que luce como una chica joven muy fastidiosa, porque nunca para de hablar. Tiene un carácter fuerte por el mundo post-apocalíptico en que vive. Lleva consigo un lanzagranadas, una capa impermeable para protegerse de la lluvia ácida y una cantimplora que le permite obtener agua potable de la lluvia ácida. Busca constantemente sustancias como el alcohol y el tabaco que pueden llegar a venderse a muy altos precios.
- Yumemi Hoshino (ほしのゆめみ Hoshino Yumemi?)

 Seiyū: Keiko Suzuki
Yumemi es una ginoide de buen corazón, pero muy habladora, asistente de un planetario abandonado. Está diseñada para parecerse a una chica joven. Yumemi está ligeramente dañada y totalmente inconsciente de los cambios que han ocurrido en los últimos 30 años, ya que los servicios y bases de datos a los que se conecta han dejado de existir. Por lo tanto trata al protagonista como un cliente regular al llamarlo  "Sr. Cliente"  ( お客様   Okyaku-sama?), habla del mundo como era antes de la guerra y no entiende la información que le dicen si no tiene nada que ver con su trabajo en el planetario. El nombre "Hoshino Yumemi" en sí es un juego de palabras ("hoshi" significa estrella o cuerpo estelar, "no" es un posesivo, "Yume" es un sueño o una fantasía, "mi" significa ver), lo que hizo que su nombre sea cambiado en la traducción al inglés a "Reverie Planetarian" ("Fantasía" y "Planetario" respectivamente).
La protección a los seres humanos es su máxima prioridad e incluso ignora las órdenes anteriores para asegurarse de que ningún ser humano se vea perjudicado cuando esté a su cuidado.

## Anime
Hay una adaptación del anime y se estrenó el 7 de julio de 2016
-Enlace del tráiler: https://www.youtube.com/watch?v=LuJ7QSMJwv0

### Apertura
No se dispone aún de los títulos.[cita requerida]

### Tema de Cierre
#1: “Twinkle Starlight” by Sayaka Sasaki (eps 1-4)
#2: "Hoshi Meguri no Uta (星めぐりの歌)" by MELL (ep 5)